# マイケル・ダスマリナス
マイケル・ダスマリナス（Michael Dasmarinas、1992年8月20日 - ）は、フィリピンのプロボクサー。南カマリネス州ピリ出身。

## 来歴
2012年1月15日、バタンガスのリパ・シティにて、ウィルマー・プラガタとライトフライ級4回戦を行い、4回判定3-0（38-37 × 3）の判定勝ちを収めプロデビュー戦を白星で飾った。
2012年2月10日、マンダルヨン・スポーツ・センターのマンダルヨン・ジムにて、ジミー・ビセダとスーパーフライ級4回戦を行い、4回1分31秒TKO勝ちを収めた。
2012年2月18日、タイタイのサン・フアン・ジムにて、ゲリー・パテニオとフライ級4回戦を行い、3回1分35秒TKO勝ちを収めた。
2012年4月21日、サンタクルスのサンタ・クルス・タウン・プラザにて、マルボン・ボディオンガンとフライ級6回戦を行い、2回1分40秒KO負けでキャリア初黒星を喫した。
2012年6月30日、マカティのマカティ・シネマ・スクウェア・ボクシング・アリーナにて、チャーリー・ガブリエルとバンタム級4回戦を行い、3回2分26秒TKO勝ちを収めた。
2012年8月16日、マンダルヨン・スポーツ・センターのマンダルヨン・ジムにて、ネルソン・ザバラとフライ級6回戦を行い、6回判定3-0（59-55 × 2、58-56）の判定勝ちを収めた。
2012年9月21日、パサイのクネタ・アストロドームにて、フンジエ・ラウサとフライ級6回戦を行い、6回判定3-0（59-56 × 2、58-56）の判定勝ちを収めた。
2012年10月28日、パラニャーケのザ・フラッシュ・グランド・ボールルーム・オブ・ザ・エロルデ・スポーツ・コンプレックスにて、マバート・パウリノとフライ級6回戦を行い、4回1分30秒TKO勝ちを収めた。
2012年12月13日、マッキンリー・ヒル・ビレッジのベニス・ピアッザ・モールにて、マイク・エスパノサとスーパーフライ級8回戦を行い、8回判定2-1（77-75 × 2、75-77）の判定勝ちを収めた。
2013年1月27日、ギグイントのティアオン・カバード・コートにて、ジャンリー・カネテとスーパーフライ級6回戦を行い、3回2分12秒TKO勝ちを収めた。
2013年3月11日、ダスマリニャスのバランガイ・サバンにて、ロランド・ニオネスとスーパーフライ級8回戦を行い、5回1分30秒TKO勝ちを収めた。
2013年4月13日、マッキンリー・ヒル・ビレッジのベニス・ピアッザ・モールにて、ジェラルド・コルテスとフェザー級8回戦を行い、3回28秒TKO勝ちを収めた。
2013年6月1日、マンダルヨン・スポーツ・センターのマンダルヨン・ジムにて、ロランド・ニオネスとスーパーフライ級8回戦を行い、3回1分22秒TKO勝ちを収めた。
2013年8月4日、アゴンシリョのアゴンシリョ・カバード・コートにて、ピット・アナカヤとバンタム級10回戦を行い、10回判定3-0（96-94 × 2、97-93）の判定勝ちを収めた。
2013年11月16日、マリキナのバランガイ・ヘスス・デ・ラ・ペナにて、レンレン・パシナヒンとスーパーフライ級10回戦を行い、10回判定3-0（98-92、97-93、96-94）の判定勝ちを収めた。
2014年3月29日、ピリのカピタル・コンベンション・センターにて、ゾレン・パマとバンタム級10回戦を行い、3回2分38秒TKO勝ちを収めた。
2014年5月26日、ピリのカピタル・コンベンション・センターにて、エルバート・ガーダリオとスーパーフライ級10回戦を行い、2回棄権によるTKO勝ちを収めた。
2014年7月30日、東京の後楽園ホールにて、木村隼人（ワタナベ）とバンタム級8回戦を行い、8回判定3-0（79-72、78-74、78-73）の判定勝ちを収めた。
2014年9月21日、南カマリネス州のシポコットにて、オスカー・ラクナファとスーパーフライ級10回戦を行い、6回2分20秒TKO勝ちを収めた。
2014年12月13日、イースト・ロンドンのオリエンタル・シアターにて、ルワンディル・シチャッサとIBO世界スーパーフライ級タイトルマッチを行い、12回判定1-2（112-116 × 2、118-110）の判定負けを喫し王座獲得に失敗した。
2015年1月31日、マンダルヨン・スポーツ・センターのマンダルヨン・ジムにて、アロエル・ロマササとスーパーフライ級8回戦を行い、1回51秒KO勝ちを収めた。
2015年4月24日、マカティのマカティ・シネマ・スクウェア・ボクシング・アリーナにて、ロイ・ラグラダとスーパーフライ級6回戦を行い、4回36秒TKO勝ちを収めた。
2015年7月11日、マンダルヨン・スポーツ・センターのマンダルヨン・ジムにて、ハリール・パヤオとWBCユース・世界スーパーフライ級タイトルマッチを行い、10回判定3-0（96-93 × 2、97-94）の判定勝ちを収め王座獲得に成功した。
2015年11月3日、昆明市のエキスポ・ガーデン・ホテルにて、ウィサンレック・スリサケットパッタナとWBCユース・世界スーパーフライ級タイトルマッチを行い、初回1分22秒KO勝ちを収めた。この試合でWBCユース王座の初防衛に成功した。
2016年3月7日、サンフェルナンドのサン・フェルナンド・シティ・タウン・プラザにて、エディソン・ベルウェラとPBF比国スーパーフライ級暫定王座決定戦を行い、3回棄権によるTKO勝ちを収め王座獲得に成功した。
2016年4月29日、アラバンのリワサン・プラザ・ホテルにて、ジャッカー・ブハウェとPBF比国バンタム級王座決定戦を行い、4回2分41秒TKO勝ちを収め王座獲得に成功した。
2016年9月28日、ピリのバランガイ・ヒマアオにて、マイケル・エスコビアとフェザー級10回戦を行い、10回判定3-0（99-91 × 2、100-90）の判定勝ちを収めた。
2017年8月24日、マカティのバランガイ・パラナンにて、マテオ・ハンディグとバンタム級8回戦を行い、8回52秒KO勝ちを収めた。
2017年10月20日、シンガポールのコンベンション・センターにて、プーファ・ポーノブノムとバンタム級6回戦を行い、2回TKO勝ちを収めた。
2018年4月20日、シンガポールのシンガポール・インドア・スタジアムにて、カリム・ゲルフィとIBO世界バンタム級王座決定戦を行い、4回40秒KO勝ちを収め王座獲得に成功した。
2018年9月29日、シンガポールのマリーナベイ・サンズにて、マニョ・プランゲとバンタム級10回戦を行い、10回判定1-1（96-94、93-97、95-95）の引き分けとなった。
2019年3月23日、ニューポート・パフォーミング・アーツ・シアターにて、ケニー・デメシージョとIBF世界バンタム級挑戦決定戦を行い、12回判定3-0（117-111、116-112、115-113）の判定勝ちを収めIBF王座への挑戦権を獲得した。
2019年10月26日、ヴァレンズエラのディシプリナ・ビラッジ・カバード・コート・ブルギーにて、アルティド・ソーウォラピンとバンタム級10回戦を行い、5回1分21秒TKO勝ちを収めた。
2021年6月19日、ラスベガスのバージン・ホテルズ・ラスベガスにて、井上尚弥（大橋）とWBA・IBF世界バンタム級タイトルマッチを行い、3回2分45秒KO負けを喫し王座獲得に失敗した。
2021年12月4日、パラニャーケのザ・フラッシュ・グランド・ボールルーム・オブ・ザ・エロルデ・スポーツ・コンプレックスにて、エルネスト・サウロンとスーパーバンタム級8回戦を行い、2回1分11秒に偶発的なバッティングによるサウロンの左まぶたの負傷により負傷引分となった。
2022年3月12日、パラニャーケのザ・フラッシュ・グランド・ボールルーム・オブ・ザ・エロルデ・スポーツ・コンプレックスにて、ダニー・タンピピとスーパーバンタム級8回戦を行い、3回1分14秒TKO勝ちを収めた。
2022年10月15日、レイテ島のタクロバンにて、ライアン・レイ・ポンテラスとGAB比国スーパーバンタム級王座決定戦を行い、12回判定3-0（118-110 × 2、116-112）の判定勝ちを収め王座獲得に成功した。
2023年5月23日、ピリのカピタル・コンベンション・センターにて、パトリック・リウホトとABCOフェザー級シルバー王座決定戦を行い、4回1分10秒KO勝ちを収め王座獲得に成功した。
2023年12月8日、ジョージタウンのライオンズ・センターにて、ホルへ・サンチェスとフェザー級8回戦を行い、6回TKO勝ちを収めた。
2024年6月22日、マスバテ市のカタインガンにて、ジョン・ジョン・エストラーダとGAB比国フェザー級王座決定戦を行い、9回棄権によるTKO勝ちを収め王座獲得に成功した。
2024年11月2日、ジョージタウンのライオンズ・センターにて、エドゥアルド・エスキベルとWBFインターナショナルフェザー級王座決定戦を行い、初回TKO勝ちを収め王座獲得に成功した。
2025年3月29日、常滑市の愛知県国際展示場にて岡本恭佑（HKスポーツ）とフェザー級8回戦を行い、5回1分18秒TKO負けを喫した。
2025年7月25日、ジョージア州アトランタのザ・タバナクルにてWBA世界フェザー級4位ならびにWBO世界同級6位のイライジャ・ピアースとWBOインターナショナル同級王座決定戦を行い、初回序盤に左ストレートでダウンを奪い互角に試合を進めるも、9回に右フックからの連打と左ストレートでダウンを奪われ9回2分1秒逆転KO負けを喫し王座獲得に失敗、自身初の2連敗となった。

## 戦績
- プロボクシング：43戦 36勝 (25KO) 5敗 2分

| 戦           | 日付           | 勝敗 | 時間    | 内容     | 対戦相手                             | 国籍             | 備考                                          |
| ------------ | -------------- | ---- | ------- | -------- | ------------------------------------ | ---------------- | --------------------------------------------- |
| 1            | 2012年1月15日  | ☆    | 4R      | 判定3-0  | ウィルマー・プラガタ                 | フィリピン       | プロデビュー戦                                |
| 2            | 2012年2月10日  | ☆    | 4R 1:31 | TKO      | ジミー・ビセダ                       | フィリピン       |                                               |
| 3            | 2012年2月18日  | ☆    | 3R 1:35 | TKO      | ゲリー・パテニオ                     | フィリピン       |                                               |
| 4            | 2012年4月21日  | ★    | 2R 1:40 | KO       | マルボン・ボディオンガン             | フィリピン       |                                               |
| 5            | 2012年6月30日  | ☆    | 3R 2:26 | TKO      | チャーリー・ガブリエル               | フィリピン       |                                               |
| 6            | 2012年8月16日  | ☆    | 6R      | 判定3-0  | ネルソン・ザバラ                     | フィリピン       |                                               |
| 7            | 2012年9月21日  | ☆    | 6R      | 判定3-0  | フンジエ・ラウサ                     | フィリピン       |                                               |
| 8            | 2012年10月28日 | ☆    | 4R 1:30 | TKO      | マバート・パウリノ                   | フィリピン       |                                               |
| 9            | 2012年12月13日 | ☆    | 8R      | 判定2-1  | マイク・エスパノサ                   | フィリピン       |                                               |
| 10           | 2013年1月27日  | ☆    | 3R 2:12 | TKO      | ジャンリー・カネテ                   | フィリピン       |                                               |
| 11           | 2013年3月11日  | ☆    | 5R 1:30 | TKO      | ロランド・ニオネス                   | フィリピン       |                                               |
| 12           | 2013年4月13日  | ☆    | 3R 0:28 | TKO      | ジェラルド・コルテス                 | フィリピン       |                                               |
| 13           | 2013年6月1日   | ☆    | 3R 1:22 | TKO      | ロランド・ニオネス                   | フィリピン       |                                               |
| 14           | 2013年8月4日   | ☆    | 10R     | 判定3-0  | ピット・アナカヤ                     | フィリピン       |                                               |
| 15           | 2013年11月16日 | ☆    | 10R     | 判定3-0  | レンレン・パシナヒン                 | フィリピン       |                                               |
| 16           | 2014年3月29日  | ☆    | 3R 2:38 | TKO      | ゾレン・パマ                         | フィリピン       |                                               |
| 17           | 2014年5月26日  | ☆    | 2R 終了 | TKO      | エルバート・ガーダリオ               | フィリピン       |                                               |
| 18           | 2014年7月30日  | ☆    | 8R      | 判定3-0  | 木村隼人（ワタナベ）                 | 日本             |                                               |
| 19           | 2014年9月21日  | ☆    | 6R 2:20 | TKO      | オスカー・ラクナファ                 | インドネシア     |                                               |
| 20           | 2014年12月13日 | ★    | 12R     | 判定1-2  | ルワンディル・シチャッサ             | 南アフリカ共和国 | IBO世界スーパーフライ級タイトルマッチ         |
| 21           | 2015年1月31日  | ☆    | 1R 0:51 | KO       | アロエル・ロマササ                   | フィリピン       |                                               |
| 22           | 2015年4月24日  | ☆    | 4R 0:36 | TKO      | ロイ・ラグラダ                       | フィリピン       |                                               |
| 23           | 2015年7月11日  | ☆    | 10R     | 判定3-0  | ハリール・パヤオ                     | フィリピン       | WBCユース・世界スーパーフライ級タイトルマッチ |
| 24           | 2015年11月3日  | ☆    | 1R 1:22 | KO       | ウィサンレック・スリサケットパッタナ | タイ             | WBCユース防衛1                                |
| 25           | 2016年3月7日   | ☆    | 3R 終了 | TKO      | エディソン・ベルウェラ               | フィリピン       | PBF比国スーパーフライ級暫定王座決定戦         |
| 26           | 2016年4月29日  | ☆    | 4R 2:41 | TKO      | ジャッカー・ブハウェ                 | フィリピン       | PBF比国バンタム級王座決定戦                   |
| 27           | 2016年9月28日  | ☆    | 10R     | 判定3-0  | マイケル・エスコビア                 | フィリピン       |                                               |
| 28           | 2017年8月24日  | ☆    | 8R 0:52 | KO       | マテオ・ハンディグ                   | フィリピン       |                                               |
| 29           | 2017年10月20日 | ☆    | 2R      | TKO      | プーファ・ポーノブノム               | タイ             |                                               |
| 30           | 2018年4月20日  | ☆    | 4R 0:40 | KO       | カリム・ゲルフィ                     | フランス         | IBO世界バンタム級王座決定戦                   |
| 31           | 2018年9月29日  | △    | 10R     | 判定1-1  | マニョ・プランゲ                     | フィリピン       |                                               |
| 32           | 2019年3月23日  | ☆    | 12R     | 判定3-0  | ケニー・デメシージョ                 | フィリピン       | IBF世界バンタム級挑戦決定戦                   |
| 33           | 2019年10月26日 | ☆    | 5R 1:21 | TKO      | アルティド・ソーウォラピン           | タイ             |                                               |
| 34           | 2021年6月19日  | ★    | 3R 2:45 | KO       | 井上尚弥（大橋）                     | 日本             | WBA・IBF世界バンタム級タイトルマッチ          |
| 35           | 2021年12月4日  | △    | 2R 1:11 | 負傷引分 | エルネスト・サウロン                 | フィリピン       |                                               |
| 36           | 2022年3月12日  | ☆    | 3R 1:14 | TKO      | ダニー・タンピピ                     | フィリピン       |                                               |
| 37           | 2022年10月15日 | ☆    | 12R     | 判定3-0  | ライアン・レイ・ポンテラス           | フィリピン       | GAB比国スーパーバンタム級王座決定戦           |
| 38           | 2023年5月23日  | ☆    | 4R 1:10 | KO       | パトリック・リウホト                 | インドネシア     | ABCOフェザー級シルバー王座決定戦              |
| 39           | 2023年12月8日  | ☆    | 6R      | TKO      | ホルへ・サンチェス                   | パナマ           |                                               |
| 40           | 2024年6月22日  | ☆    | 9R 終了 | TKO      | ジョン・ジョン・エストラーダ         | フィリピン       | GAB比国フェザー級王座決定戦                   |
| 41           | 2024年11月2日  | ☆    | 1R      | TKO      | エドゥアルド・エスキベル             | ベリーズ         | WBFインターナショナルフェザー級王座決定戦     |
| 42           | 2025年3月29日  | ★    | 5R 1:18 | TKO      | 岡本恭佑（HKスポーツ）               | 日本             |                                               |
| 43           | 2025年7月25日  | ★    | 9R 2:01 | KO       | イライジャ・ピアース                 | アメリカ合衆国   | WBOインターナショナルフェザー級王座決定戦     |
| テンプレート |                |      |         |          |                                      |                  |                                               |

## 獲得タイトル
- WBC世界スーパーフライ級ユース王座
- PBF比国スーパーフライ級暫定王座
- PBF比国バンタム級王座
- IBO世界バンタム級王座
- GAB比国スーパーバンタム級王座
- ABCOフェザー級シルバー王座
- GAB比国フェザー級王座
- WBFインターナショナルフェザー級王座